# Afdeling 29155
Afdeling 29155 er en afdeling af den russiske efterretningstjeneste GRU, der organiserer snigmord i udlandet og andre fordækte projekter der har til formål at svække europæiske lande. Afdelingen menes at have fungeret i hemmelighed siden mindst 2008, men dens eksistens blev først offentlig viden i 2019.
Afdelingen ledes af generalmajor Andrej Vladimirovitj Averjanov og har hovedkvarter i det 161. Træningscenter For Specialister Med Særlige Formål i det østlige Moskva. Blandt afdelingens medlemmer er flere veteraner fra de russiske krige i Afghanistan, Tjetjenien og Ukraine.